# Приключения реактивного поросёнка. Приключение пятое. Как сделать открытие
«Приключения реактивного поросёнка. Приключение пятое. Как сделать открытие» — белорусский мультфильм, выпущенный в 2007 году киностудией Беларусьфильм.

## Сюжет
Пятая часть мультфильма про реактивного поросёнка. Поросёнок Нюшка с друзьями отправляется искать пропавший воздушный шарик. В ходе приключений они делают важное открытие: в жизни нужно иметь настоящих друзей, которые придут на помощь в трудную минуту.

## Съёмочная группа
| Режиссёр-постановщик | Александр Ленкин, Андрей Агальцов                                                                              |
| Автор сценария       | Александр Ленкин, Александр Котелевский                                                                        |
| Продюсер             | Олег Могучев                                                                                                   |
| Художник-постановщик | Александр Ленкин, Виктория Савенкова                                                                           |
| Оператор-постановщик | Юрий Мильтнер                                                                                                  |
| Композитор           | Андрей Леденёв                                                                                                 |
| Звукооператор        | Андрей Волков                                                                                                  |
| Звукооформитель      | Шамиль Исмаилов                                                                                                |
| Лей-аут              | Алексей Казаков                                                                                                |
| Художник-фоновщик    | Виктория Савенкова                                                                                             |
| Художник-аниматор    | Виталий Бобров, в титрах как "В. Бобровский" , Валерий Козлов, Андрей Сидоров, Татьяна Яцына, Ольга Каршакевич |
| Роли озвучивали      | Вера Кавалерова, Раиса Астрединова, Анатолий Кот                                                               |
| Художник             | Е. Лапотко, Н. Костюченко, Н. Зиновьева, Ольга Чикина, А. Жуковина, И. Долотова, И. Курлуков, А. Довнар        |
| Ассистент режиссёра  | Л. Гладкая |
| Компьютерный монтаж  | М. Зеленяк |
| Монтаж               | Н. Попова |
| Цветоустановка       | С. Штутина |
| Редактор             | Дмитрий Якутович                                                                                               |
| Директор             | Леонарда Зубенко                                                                                               |